# Gianni Vermeersch
Gianni Vermeersch (19 de novembro de 1992) é um ciclista belga membro da equipa Alpecin-Fenix.

## Palmarés
- 2015
  - 2 etapas da Volta a Liège

- 2017
- Slag om Norg[1]

- 2018
  - 1 etapa do Tríptico das Ardenas
  - 2 etapas da Volta a Liège

- 2020
- Antwerp Port Epic

## Resultados em Grandes Voltas
| Corrida | Corrida         | 2011 | 2012 | 2013 | 2014 | 2015 | 2016 | 2017 | 2018 | 2019 | 2020 | 2021 |
| ------- | --------------- | ---- | ---- | ---- | ---- | ---- | ---- | ---- | ---- | ---- | ---- | ---- |
|         | Giro d'Italia   | —    | —    | —    | —    | —    | —    | —    | —    | —    | —    | 87.º |
|         | Tour de France  | —    | —    | —    | —    | —    | —    | —    | —    | —    | —    | —    |
|         | Volta a Espanha | —    | —    | —    | —    | —    | —    | —    | —    | —    | —    | —    |

—: não participa
Ab.: abandono